# قضیه چندجمله‌ای
در ریاضیات، قضیه چندجمله‌ای (به انگلیسی: Multinomial theorem) توضیح می‌دهد که چگونه توان یک مجموع را بر حسب توان‌های عبارت‌های موجود در آن مجموع بسط دهیم. این تعمیم قضیه دوجمله‌ای از دوجمله‌ای به چندجمله‌ای است.